# Scleroderma stellatum
Scleroderma stellatum är en svampart som beskrevs av Berk. 1841. Scleroderma stellatum ingår i släktet Scleroderma och familjen rottryfflar.   Inga underarter finns listade i Catalogue of Life.